# Maria Chiara Giannetta
Maria Chiara Giannetta (Foggia, 20 maggio 1992) è un'attrice italiana.
Salita alla ribalta con i ruoli di Anna Olivieri e Anna Della Rosa, rispettivamente nelle serie Don Matteo e Buongiorno, mamma!, ha poi consolidato la sua notorietà con l'interpretazione di Blanca Ferrando, protagonista della serie Blanca, un ruolo che le è valso un Nastro d'argento - Grandi Serie come migliore attrice protagonista e un Ciak d'oro come migliore attrice di una serie televisiva.

## Biografia
All'età di 10 anni prende parte ai primi spettacoli teatrali, sia pur a livello amatoriale, a Sant'Agata di Puglia dove trascorre l'infanzia; quattro anni dopo inizia a seguire dei laboratori teatrali. Comincia, quindi, a studiare recitazione in giovane età al Teatro dei Limoni di Foggia e, all'età di 19 anni, entra al Centro sperimentale di cinematografia di Roma. Nel frattempo si laurea in lettere presso l'Università degli Studi di Foggia.
Nel 2011 è impegnata a teatro con il musical Chicago, dove interpreta Hunyak-Kitty Baxter, per la regia di Roberto Galano; la commedia musicale verrà messa in scena anche nel 2017.
Nel 2012, sempre sul palcoscenico, è impegnata in due spettacoli, Girotondo per la regia di Guglielmo Ferraiola e Il gatto con gli stivali per la regia di Giuseppe Rascio. Tra il 2012 e il 2013 è impegnata con lo spettacolo teatrale I racconti di Silente per la regia di Paola Capuano.
Nel 2014 fa il suo esordio nelle fiction televisive, interpretando un ruolo secondario nel venticinquesimo episodio della nona stagione di Don Matteo.
Nel 2016 è a teatro, nel cast di Gretel. Un viaggio di solo ritorno scritto da Christian di Furia; nello stesso anno è nel cast della miniserie Baciato dal sole, nel ruolo di Angela, e compare nel secondo episodio della prima stagione della serie televisiva L'allieva. Sempre nel 2016 esordisce al cinema con La ragazza del mondo, per la regia di Marco Danieli, nel ruolo di Loretta.
Nel 2017 interpreta Mariella Santorini nella quarta stagione della serie televisiva Un passo dal cielo; nello stesso anno entra nel cast della quarta stagione della serie Che Dio ci aiuti nel ruolo di Asia, personaggio poi ripreso nel 2019 per la quinta stagione.
La notorietà arriva nel 2018, quando entra nel cast di Don Matteo interpretando il capitano dei Carabinieri Anna Olivieri: ricopre il ruolo dall'undicesima alla tredicesima stagione, con un'appendice all'inizio della quattordicesima. Sempre nel 2018 è al cinema con due film, Ricordi?, per la regia di Valerio Mieli e Tafanos, per la regia di Riccardo Paoletti. L'anno seguente, ancora sul grandhe schermo, è Elena in Mollami, per la regia di Matteo Gentiloni, e Alice in Bentornato Presidente, per la regia di Giancarlo Fontana e Giuseppe G. Stasi.
Nel 2020 appare nel video musicale del singolo Sembro matto di Max Pezzali, per la regia di Cosimo Alemà, ambientato nell'universo di Don Matteo.
Dal 2021 prende parte alla serie Buongiorno, mamma!, dove recita al fianco di Raoul Bova, che peraltro ritroverà nella tredicesima stagione di Don Matteo. Nello stesso anno è per la prima volta protagonista assoluta in Blanca, serie tratta dai romanzi di Patrizia Rinaldi, dove interpreta Blanca Ferrando, una giovane non vedente che diventa consulente della polizia: per questo ruolo, nel 2022 viene premiata ai Nastri d'argento - Grandi Serie come migliore attrice protagonista. È inoltre fra le co-conduttrici che affiancano Amadeus al Festival di Sanremo 2022.
Nel 2023 partecipa al film Santocielo di Francesco Amato, a fianco di Ficarra e Picone, Giovanni Storti e Barbara Ronchi. L'anno seguente, sempre sul grande schermo, è protagonista con Giampaolo Morelli de L'amore e altre seghe mentali, diretto dallo stesso Morelli.
Nel 2025 è nel cast corale, nei panni di Scheggia, del film Follemente di Paolo Genovese.

## Filmografia

### Cinema
- La guerra di Arturo – cortometraggio (2012)[7]
- Per tre soldi, regia di Michela Casiere – cortometraggio (2012)[7]
- 1989, regia di Francesca Mazzoleni – cortometraggio (2015)[7]
- La ragazza del mondo, regia di Marco Danieli (2016)
- Fusa, regia di Paolo Strippoli – cortometraggio (2016)[7]
- Righe, regia di Gino Palumbo – cortometraggio (2016)[7]
- Renegade, regia di Letizia Lamartire – cortometraggio (2016)[7]
- 6.2 s, regia di Domenico Croce – cortometraggio (2016)[7]
- Delicious Perspective, regia di Antonio Padovani – cortometraggio (2017)[24]
- Ricordi?, regia di Valerio Mieli (2018)
- Tafanos, regia di Riccardo Paoletti (2018)
- Olivia è tornata, regia di Francesco della Ventura – cortometraggio (2018)[7]
- Mollami, regia di Matteo Gentiloni (2019)
- Bentornato Presidente, regia di Giancarlo Fontana e Giuseppe G. Stasi (2019)
- I santi giorni, regia di Rafael Farina Issas – cortometraggio (2019)[7]
- Santocielo, regia di Francesco Amato (2023)
- L'amore e altre seghe mentali, regia di Giampaolo Morelli (2024)
- Follemente, regia di Paolo Genovese (2025)
- Muori di lei, regia di Stefano Sardo (2025)

### Televisione
- Don Matteo – serie TV, 47 episodi (2014-2024)
- Baciato dal sole, regia di Antonello Grimaldi – miniserie TV (2016)
- L'allieva – serie TV, episodio 1x02 (2016)
- Un passo dal cielo – serie TV, episodio 4x02 (2017)
- Che Dio ci aiuti – serie TV, 6 episodi (2017-2019)
- Buongiorno, mamma! – serie TV (2021-2023)
- Blanca – serie TV (2021-in corso)

## Teatro

### Attrice
- Chicago, regia di Roberto Galano. Tour in Italia (2011, 2017)[6][8]
- Girotondo, regia di Guglielmo Ferraiola (2012)[9]
- Il gatto con gli stivali, regia di Giuseppe Rascio (2012)[7]
- I racconti di Silente, regia di Paola Capuano (2012-2013)[10][11]
- Gretel. Un viaggio di solo ritorno, regia di Roberto Galano (2016)[12]

### Assistente alla regia
- Bukowski, a night with Hank, regia Roberto Galano. Tour in Italia (2011-2012)
- POV, point of view, regia di Roberto Galano. Tour in Italia (2011-2012)
- I racconti di Silente, regia di Paola Capuano (2016)

## Video musicali
- Sembro matto di Max Pezzali, regia di Cosimo Alemà (2020)

## Riconoscimenti
- Nastri d'argento - Grandi Serie
  - 2022 – Migliore attrice protagonista per Blanca[25]

- Telegatto
  - 2022 –  Per il ruolo nella serie Don Matteo e la partecipazione al Festival di Sanremo 2022[26]
- Ciak d'oro Serie TV
  - 2023 – Candidatura alla migliore attrice italiana per Buongiorno, mamma!
  - 2024 – Migliore attrice italiana per Blanca[27]

### Altri premi
- Premio Afrodite alla miglior attrice di serie tv per Blanca[28]